# Norberto Mulenessa Maurito
Norberto Mulenessa da Costa Maurito, noto semplicemente come Maurito (Luanda, 24 giugno 1981), è un ex calciatore angolano, di ruolo attaccante.

## Carriera

### Club
Ha giocato nel campionato angolano, portoghese, emiratino, qatariota, bahreinita e indonesiano.

### Nazionale
Ha esordito con la Nazionale angolana nel 2004. Ha preso parte alla Coppa d'Africa 2006 e alla Coppa d'Africa 2008.